# Michael Kidd-Gilchrist
Pour les articles homonymes, voir Kidd.
Michael Kidd-Gilchrist, né le 26 septembre 1993 à Elizabeth, New Jersey (États-Unis), est un joueur américain de basket-ball mesurant 1,98 m, et évoluant aux postes d'ailier et d'ailier fort.

## Biographie

### Carrière universitaire

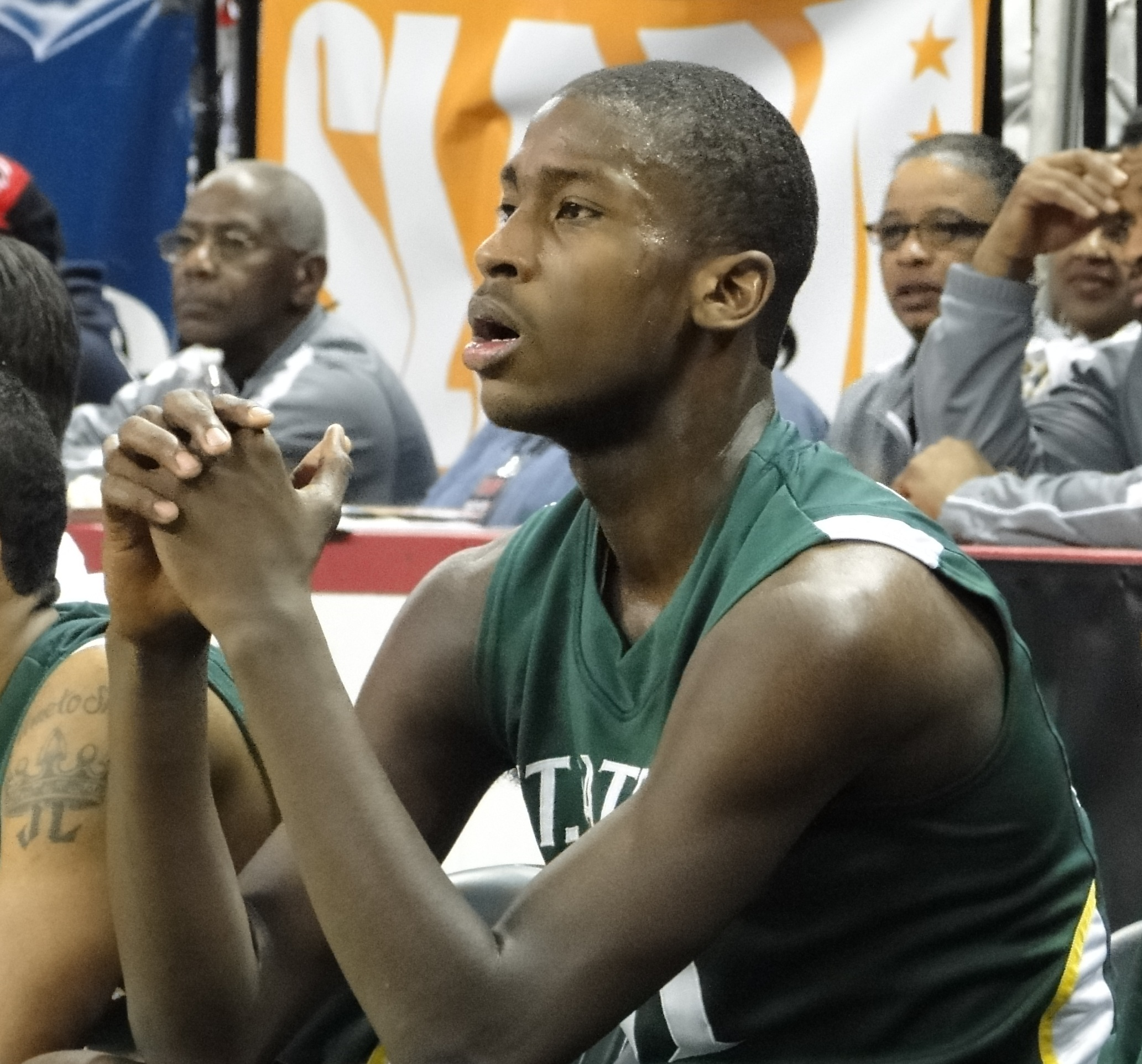
Kidd-Gilchrist avec St.Patrick.

À sa sortie de la St. Patrick High School, il est considéré comme le quatrième meilleur lycéen par le site ESPN.com. Alors que plusieurs universités tentent de le recruter, il choisit l'université du Kentucky.
Excellent défenseur avec de bons mouvements offensifs, Kidd-Gilchrist s'impose comme un élément clé du système des Wildcats du Kentucky.
Lors de la finale du tournoi NCAA il réussit un très bon match, réalisant le contre décisif durant la dernière minute.

### Carrière NBA

#### Hornets/Bobcats de Charlotte (2012-fév. 2020)

##### Saison 2012-2013
Lors de la draft 2012 de la NBA, Kidd-Gilchrist est choisi en deuxième position par l'équipe des Bobcats de Charlotte, derrière son coéquipier des Wildcats du Kentucky Anthony Davis. C'est la première fois de l'histoire de la draft que deux joueurs de la même université sont choisis aux deux premiers rangs.
Le 7 juillet 2012, il signe son premier contrat avec les Bobcats. Le 10 novembre 2012, Kidd-Gilchrist réalise son premier double-double en carrière lors de la victoire 101 à 97 contre les Mavericks de Dallas, en terminant la rencontre avec 25 points et 12 rebonds. Il est le cinquième joueur de moins de 20 ans à terminer un match avec au moins 25 points et 12 rebonds et le deuxième plus jeune derrière LeBron James.
Le 2 février 2013, Kidd-Gilchrist souffre d'une commotion cérébrale après un choc avec un coéquipier dans le match contre les Rockets de Houston.
Le 14 mai 2013, il est nommé dans le deuxième cinq majeur des rookies 2012-2013.

##### Saison 2013-2014
Le 31 octobre 2013, les Bobcats activent leur option sur la troisième année du contrat de Kidd-Gilchrist, le prolongeant jusqu'à la fin de la saison 2014-2015. En 2013-2014, il a des moyennes de 7,2 points et 5,2 rebonds.
Kidd-Gilchrist réalise un très bon match lors de la deuxième rencontre du premier tour des playoffs contre le Heat de Miami. Il termine avec 22 points, 10 rebonds en tirant à 9 sur 13. Le Heat bat cependant les Bobcats 4 matches à 0. La franchise des Bobcats change son nom en Hornets pour la saison 2014-2015.

##### Saison 2014-2015
Durant l'intersaison 2014, Kidd-Gilchrist travaille avec l'adjoint des Hornets Mark Price pour améliorer son tir. Le 29 octobre 2014, les Hornets activent leur option sur la quatrième année du contrat de Kidd-Gilchrist, le prolongeant jusqu'à la fin de la saison 2015-2016.
Kidd-Gilchrist retourne sur les parquets le 10 décembre contre les Celtics de Boston après avoir manqué 12 rencontres en raison d'une réaction de stress à son pied droit. En 19 minutes de jeu, il marque 9 points et prend 6 rebonds pour une victoire 96 à 87. Le 21 février 2015, Kidd-Gilchrist établit son record de points de la saison avec 20 unités lors de la défaite 110 à 103 chez le Thunder d'Oklahoma City.

##### Saison 2015-2016
Le 26 août 2015, Kidd-Gilchrist signe une extension de contrat de 52 millions de dollars sur quatre ans avec les Hornets. Le 3 octobre, lors d'un match de présaison contre le Magic d'Orlando, il se luxe l'épaule droite et doit se faire opérer. Le 19 janvier 2016, il est autorisé à reprendre l'entraînement alors que son retour était envisagé en avril. Dix jours plus tard, après avoir manqué 46 matches, il fait son retour sur les parquets, il termine la rencontre avec 13 points et 7 rebonds en tant que titulaire mais ne peut empêcher la défaite 109 à 91 chez les Trail Blazers de Portland. Le 11 février, il se blesse de nouveau à l'épaule droite et doit mettre un terme à sa saison en raison d'une déchirure du labrum de l'épaule.

#### Mavericks de Dallas (fév. - nov. 2020)
En février 2020, Kidd-Gilchrist est licencié par les Hornets puis rejoint les Mavericks de Dallas.
Le 21 novembre 2020, il devient agent libre.

#### Knicks de New York (novembre -décembre 2020)
Le 28 novembre 2020, il signe un contrat avec les Knicks de New York. Kidd-Gilchrist est licencié en décembre, juste avant le début de la saison régulière.

## Clubs successifs

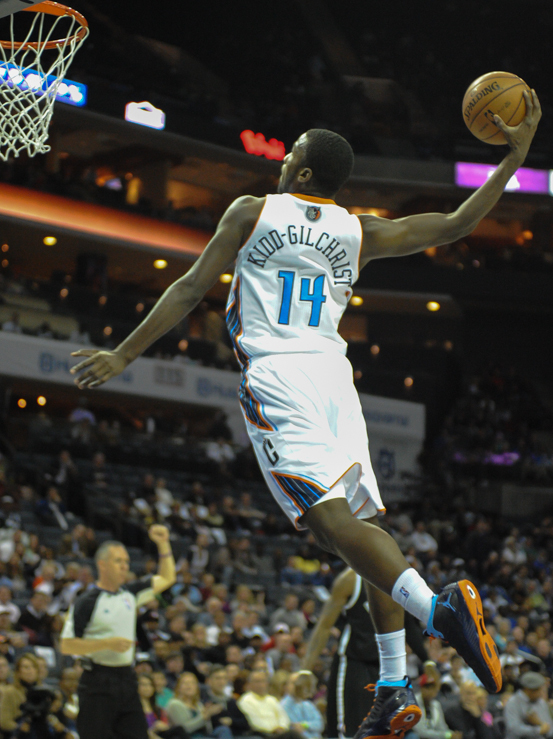
Michael Kidd-Gilchrist en mars 2013.

- 2011-2012 :  Wildcats du Kentucky (NCAA)
- 2012-2014 :  Bobcats de Charlotte (NBA)
- 2014-2020 :  Hornets de Charlotte (NBA)
- Fév. - Nov. 2020 :  Mavericks de Dallas (NBA)

## Palmarès

### Universitaire
- 2012 : Champion NCAA (division I).
- 2011 : Mr Baskeball USA.
- 2011 : MVP du McDonald's All-American Game.
- 2010 : Champion du monde de basket-ball des 17 ans et moins.

### NBA

#### Distinctions personnelles
- Rookie du mois de la Conférence Est lors du mois de novembre 2012.

## Statistiques
gras = ses meilleures performances

### Universitaires
| Saison    | Équipe   | Matchs | Titul. | Min./m | % Tir | % 3pts | % LF | Rbds/m. | Pass/m. | Int/m. | Ctr/m. | Pts/m. |
| --------- | -------- | ------ | ------ | ------ | ----- | ------ | ---- | ------- | ------- | ------ | ------ | ------ |
| 2011-2012 | Kentucky | 40     | 39     | 31,1   | 49,1  | 25,5   | 74,5 | 7,42    | 1,88    | 0,97   | 0,95   | 11,90  |
| Carrière  | Carrière | 40     | 39     | 31,1   | 49,1  | 25,5   | 74,5 | 7,42    | 1,88    | 0,97   | 0,95   | 11,90  |

### NBA

#### Saison régulière
| Saison    | Équipe    | Matchs | Titul. | Min./m | % Tir | % 3pts | % LF | Rbds/m. | Pass/m. | Int/m. | Ctr/m. | Pts/m. |
| --------- | --------- | ------ | ------ | ------ | ----- | ------ | ---- | ------- | ------- | ------ | ------ | ------ |
| 2012-2013 | Charlotte | 78     | 77     | 26,0   | 45,8  | 22,2   | 74,9 | 5,83    | 1,50    | 0,69   | 0,90   | 9,03   |
| 2013-2014 | Charlotte | 62     | 62     | 24,2   | 47,3  | 11,1   | 61,4 | 5,23    | 0,84    | 0,69   | 0,63   | 7,23   |
| 2014-2015 | Charlotte | 55     | 52     | 28,9   | 46,5  | 0,0    | 70,1 | 7,56    | 1,40    | 0,55   | 0,69   | 10,87  |
| 2015-2016 | Charlotte | 7      | 7      | 29,2   | 54,1  | 42,9   | 69,0 | 6,43    | 1,29    | 0,43   | 0,43   | 12,71  |
| 2016-2017 | Charlotte | 81     | 81     | 29,0   | 47,8  | 11,1   | 78,4 | 7,00    | 1,40    | 1,00   | 1,00   | 9,17   |
| 2017-2018 | Charlotte | 74     | 74     | 25,0   | 50,4  | 0,0    | 68,4 | 4,08    | 0,96    | 0,69   | 0,43   | 9,20   |
| 2018-2019 | Charlotte | 64     | 3      | 18,4   | 47,6  | 34,0   | 77,2 | 3,84    | 0,95    | 0,50   | 0,61   | 6,67   |
| 2019-2020 | Charlotte | 12     | 0      | 13,3   | 34,0  | 29,4   | 77,8 | 2,92    | 0,83    | 0,00   | 0,25   | 4,00   |
| 2019-2020 | Dallas    | 13     | 0      | 9,3    | 30,8  | 0,0    | 80,0 | 2,46    | 0,31    | 0,15   | 0,23   | 0,92   |
| Carrière  | Carrière  | 446    | 356    | 24,6   | 47,4  | 27,2   | 71,5 | 5,43    | 1,15    | 0,66   | 0,68   | 8,41   |

#### Playoffs
| Saison   | Équipe    | Matchs | Titul. | Min./m | % Tir | % 3pts | % LF | Rbds/m. | Pass/m. | Int/m. | Ctr/m. | Pts/m. |
| -------- | --------- | ------ | ------ | ------ | ----- | ------ | ---- | ------- | ------- | ------ | ------ | ------ |
| 2014     | Charlotte | 4      | 4      | 22,8   | 51,9  | 0,0    | 60,0 | 6,50    | 1,50    | 0,00   | 0,50   | 8,50   |
| 2020     | Dallas    | 6      | 0      | 9,1    | 28,6  | 22,2   | 66,7 | 1,00    | 0,50    | 0,17   | 0,17   | 2,33   |
| Carrière | Carrière  | 10     | 4      | 14,6   | 43,9  | 20,0   | 62,5 | 3,20    | 0,90    | 0,10   | 0,30   | 4,80   |

## Records sur une rencontre en NBA
Les records personnels de Michael Kidd-Gilchrist en NBA sont les suivants, :
| Type de statistique        | Saison régulière | Saison régulière               | Saison régulière | Playoffs | Playoffs                  | Playoffs      |
| Type de statistique        | Record           | Adversaire                     | Date             | Record   | Adversaire                | Date          |
| -------------------------- | ---------------- | ------------------------------ | ---------------- | -------- | ------------------------- | ------------- |
| Points                     | 25               | 2 fois                         | 2 fois           | 22       | @ Heat de Miami           | 23 avril 2014 |
| Paniers marqués            | 11               | Hornets de La Nouvelle-Orléans | 29 décembre 2012 | 9        | @ Heat de Miami           | 23 avril 2014 |
| Paniers tentés             | 18               | @ Bucks de Milwaukee           | 26 octobre 2016  | 13       | @ Heat de Miami           | 23 avril 2014 |
| Paniers à 3 points réussis | 2                | 3 fois                         | 3 fois           | 2        | @ Clippers de Los Angeles | 17 août 2020  |
| Paniers à 3 points tentés  | 3                | 5 fois                         | 5 fois           | 4        | @ Clippers de Los Angeles | 25 août 2020  |
| Lancers francs réussis     | 9                | Mavericks de Dallas            | 10 novembre 2012 | 4        | @ Heat de Miami           | 23 avril 2014 |
| Lancers francs tentés      | 10               | 6 fois                         | 6 fois           | 5        | @ Heat de Miami           | 23 avril 2014 |
| Rebonds offensifs          | 6                | 4 fois                         | 4 fois           | 3        | 2 fois                    | 2 fois        |
| Rebonds défensifs          | 14               | Pacers de l'Indiana            | 17 janvier 2015  | 7        | @ Heat de Miami           | 23 avril 2014 |
| Rebonds totaux             | 16               | Pacers de l'Indiana            | 17 janvier 2015  | 10       | @ Heat de Miami           | 23 avril 2014 |
| Passes décisives           | 6                | Spurs de San Antonio           | 8 décembre 2012  | 2        | 4 fois                    | 4 fois        |
| Interceptions              | 6                | @ Suns de Phoenix              | 2 mars 2017      | 1        | @ Clippers de Los Angeles | 25 août 2020  |
| Contres                    | 7                | @ Heat de Miami                | 20 octobre 2018  | 1        | 3 fois                    | 3 fois        |
| Balles perdues             | 5                | 3 fois                         | 3 fois           | 4        | Heat de Miami             | 26 avril 2014 |
| Minutes jouées             | 42               | @ Bulls de Chicago             | 25 février 2015  | 34       | @ Heat de Miami           | 23 avril 2014 |

- Double-double : 36 (dont 1 en playoffs)
- Triple-double : 0

Dernière mise à jour : 18 novembre 2020

## Salaires
| Année       | Équipe      | Salaire      |
| ----------- | ----------- | ------------ |
| 2012-2013   | Bobcats     | 4 602 720 $  |
| 2013-2014   | Bobcats     | 4 809 840 $  |
| 2014-2015   | Hornets     | 5 016 960 $  |
| 2015-2016   | Hornets     | 6 331 404 $  |
| 2016-2017   | Hornets     | 13 000 000 $ |
| 2017-2018   | Hornets     | 13 000 000 $ |
| 2018-2019   | Hornets     | 13 000 000 $ |
| 2019-2020   | Hornets     | 12 189 237 $ |
| 2019-2020   | Mavericks   | 810 763 $    |
| Total Gains | Total Gains | 72 760 924 $ |

## Vie personnelle
Le père de Michael Kidd-Gilchrist meurt le 11 août 1996 lors d’une fusillade. En juillet 2011, il décide d'ajouter le nom de famille de son oncle Darrin Kidd à son nom officiel Gilchrist.

## Divers
En septembre 2012, il s'engage avec l'équipementier Jordan Brand qui est la marque de Michael Jordan, également propriétaire des Bobcats.